# Julien Belleville

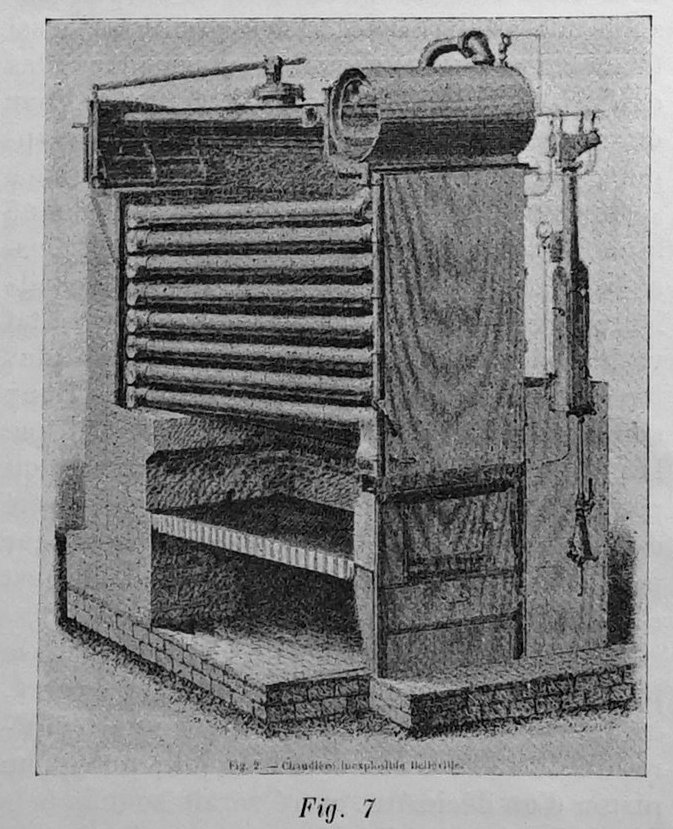
Caldera tipo Belleville

Julien Belleville (24 de enero de 1823 - 29 de marzo de 1896) fue un ingeniero e inventor francés, creador de la caldera de tubos de agua. También patentó en 1867 la arandela Belleville, que lleva su apellido.

## Semblanza
Belleville fundó los Talleres Hermitage en Saint-Denis y se convirtió en presidente de numerosas instituciones profesionales. Su yerno, Louis Delaunay-Belleville ocupó un puesto de dirección en el Banco de Francia, siendo además nombrado director de la Exposición Universal de 1900.